# Teatre Dramàtic Nacional Lituà
El Teatre Dramàtic Nacional Lituà (en lituà: Lietuvos nacionalinis dramos teatras), situat en l'avinguda Gediminas de Vílnius, és un dels teatres més grans de Lituània. Des de la seva creació el 1940, ha estat escenari d'entre de 200/400 actuacions. L'any 2001, el Teatre Dramàtic Nacional de Lituània va esdevenir membre de la Convenció Europea de Teatre.

## Repertori
L'actual repertori del teatre ofereix teatre clàssic i teatre modern (Sòfocles, William Shakespeare, Federico García Lorca, Bernard-Marie Koltès, Samuel Beckett, Ronald Harwood, Fyodor Dostoyevsky) amb material de dramaturgs contemporanis lituans (Sigitas Parulskis i d'altres).

## Canvis de nom
El teatre va rebre el seu nom actual el 1998, després d'haver estat prèviament amb diversos noms.
- Des de l'1 d'agost de 1940 - Vilniaus valstybės (valstybinis) teatras,
- des del 30 de desembre de 1941 - Vilniaus miesto teatras,
- des de l'11 d'octubre de 1944 - Vilniaus valstybinis dramos teatras,
- des del 6 de novembre de 1947 -LTSR valstybinis dramos teatras,
- des del 12 de novembre de 1955 - LTSR valstybinis akademinis dramos teatras,
- des de 1990 -Lietuvos valstybinis akademinis dramos teatras,
- des del 24 de juliol de 1998 - Lietuvos Nacionalinis dramos teatras. (Teatre Dramàtic Nacional de Lituània).